# عنکبوت گرگی اسپینیمانا
عنکبوت گرگی اسپینیمانا (نام علمی: Zoropsis spinimana) نام یک گونه از تیره عنکبوت‌های گرگی کاذب است.